# Thomas W. Lawson (barco)
Thomas W. Lawson era una gigantesca embarcación a vela (velero) de casco de acero estadounidense, la única goleta de siete mástiles (de igual altura de 58 m) y el barco más grande de vela jamás construido sin una máquina de propulsión.

## Descripción y construcción
El casco blanco de la gigante goleta, los mástiles con sus botavaras, las tres cubiertas continuas (junto con el castillo de proa y la toldilla) fueron hechos de acero, sólo los topes, los picos cangrejos y los recubrimientos de las cubiertas eran de madera. Tenía seis velas áuricas principales (velas cangrejas) del tamaño igual en los mástiles n.º 1 - n.º 6 y una vela principal mayor que las otras en el mástil n.º 7 - la vela cangreja mesana. En los siete topes eran siete velas escandalosas y seis velas estay alto, además cinco foques; la trinquetilla, el trinquete, el contrafoque, el foque y el petifoque. Había cuatro anclas, cada uno de cinco toneladas, tres botes salvavidas, seis escotillas grandes para cargar y descargar, una máquina de vapor cerca la popa para 	propulsar los dos cabrestantes grandes (detrás de mástil n.º seis y debajo del castillo de proa), el timón de vapor y los generadores eléctricos para diversos instrumentos, el telégrafo inalámbrico y los 14 cabrestantes eléctricos (2 en cada palo).
Originalmente se intentó usarlo para rutas comerciales por el Océano Pacífico, lo cierto es que solamente se usó para transportar carbón a lo largo de la costa oriental de Norteamérica. A partir de 1903 la goleta fue desarmada y remolcada como una lancha para transportar petróleo en cajas (case-oil), y a partir de 1906, la nave fue reaparejada y modificada como el primero petrolero a vela para el transporte de petróleo texano con el casco pintado negro. En estos tiempos los capitanes Arthur L. Crowley y, a veces, Murdock Mclean, Elliot Bardner y Emmons Babbit gobernaron el gran barco. 
Por razones desconocidas, Arthur Crowley, el capitán principal, abandonó su empleo en octubre de 1907. Tuvo que ser contratado un nuevo capitán experto para el primer viaje trasatlántico - George Warshington Dow (1847-1919), un hombre de 60 años, capitán desde 1868, ducho en gobernar goletas (con velas áuricas) y barcos de velas cuadras. Reactivó a uno de sus oficiales anteriores B. Libby, que se había retirado de su profesión naval para fundar una familia.  Edward L. Rowe, el maquinista a bordo de la goleta desde 1902 - uno de los dos supervivientes del naufragio. La tripulación del último viaje estaba compuesta de norteamericanos, escandinavos, un alemán y un inglés. Seis de ellos no eran marineros profesionales y algunos no hablaban inglés.
El Thomas W. Lawson era capaz de llevar 60.000 barriles en sus depósitos. Se dice que un mástil era usado (o todos los mástiles eran usados) para ventilar los depósitos y evitar el peligro de la concentración de gases inflamables.
Había más de diez sistemas de la denominación para los siete mástiles del Thomas W. Lawson:
- no. 1, no. 2, no. 3, no. 4, no. 5, no. 6, no. 7 - aparejo original
- no. 1, no. 2, no. 3, no. 4, no. 5, no. 6, spanker - según Axel Larson, aparejador en la fábrica "Atlantic", Boston
- fore, main, mizzen, spanker, jigger, driver, pusher - durante el lanzimiento
- forecastle, fore, main, mizzen, jigger, spanker – detrás del lanzimiento
- fore, main, mizzen, after mizzen, jigger, driver, pusher, spanker - según el primero comandante, capitán Arthur L. Crowley
- fore, main, mizzen, no. 4, no. 5, no. 6, spanker - según capitán Arthur L. Crowley también
- fore, main, mizzen, no. 4, no. 5, no. 6, no. 7 – sistema preferido por los tripulantes
- fore, main, mizzen, jigger, spanker, driver, rudder mast - según capitán William Holland, el furriel anterior del Thomas W. Lawson
- fore, main, mizzen, spanker, rider, driver, jigger - según Douglas Lawson, hijo de Thomas W. Lawson
- fore, main, mizzen, middle, spanker, driver, pusher - según capitán Ernest D. Sproul
- Domingo, lunes, martes, miércoles, jueves, viernes, sábado (Sunday, Monday, Tuesday, Wednesday, Thursday, Friday, Saturday) – según Charles H. Lincoln, reportero del periódico Boston Post. Según otras marineros que servían en el Thomas W. Lawson, este sistema de los días de la semana no se usó a bordo de la goleta - más bien un chiste que un sistema practicable.

Cuando había buen viento la nave cargada era capaz de navegar a 14 nudos, pero cuando no era así su lentitud resultaba desesperante. Además su diseñador había tenido que abandonar la maniobrabilidad para ganar más velocidad, por lo que resultaba un barco perezoso, difícil de maniobrar y sobre todo, inestable y criticado, incluso por los propios marineros, que se referían (junto con unos autores navales como Lubbock) a él como "bath tub" (bañera) o "beached whale" (ballena varada), por su lentitud y poca manejabilidad. Debido al escaso calado de los puertos orientales de EE. UU. (excepto el puerto de Newport News, Virginia), sus armadores tuvieron que reducir la tonelaje de la goleta de 11.000 a 7.400 toneladas. En los puertos donde sí podía atracar, la gran goleta generaba grandes problemas por su gran desplazamiento de agua. En resumen,la goleta fue un mal velero y por eso económicamente fue ruinosa a pesar de sus siete mástiles y su gran capacidad. Sin embargo la gran goleta fue un barco único, con sus siete mástiles y siete velas principales, y por eso una aparición exclusiva en el mundo y en la historia naval.

## Destino
El miércoles 19 de noviembre de 1907, a cargo del capitán George Washington Dow, la goleta Thomas W. Lawson levó anclas y zarpó del puerto de Filadelfia con una carga de 58.000 barriles de aceite de parafina (un tipo de aceite ligero) en sus bodegas. El viaje estaba fletado por la Compañía Anglo Americana de Petróleo, una filial de la Standard Oil, con destino a Londres. Tras haber zarpado de la desembocadura del río Delaware el pasaje fue bastante terrible debido a las tormentas reinantes en el Océano Atlántico del Norte. El buque perdió varias velas y todos los botes salvavidas. Además la escotilla grande número seis fue destruida por olas gigantes. Por esta razón las bombas de achique fueron atascadas por una mezcla de carbón (para la máquina de vapor) y de agua marina. Fue un viaje repleto de incidentes. 
El viernes 13 de diciembre de 1907, el barco se encontraba no muy lejos ya de la costa de las Islas Sorlingas y cerca del faro "Bishop Rock" ("Roca del obispo", el faro más occidental en Europa), una zona marina realmente muy peligrosa por las rocas semisumergidas y con tiempo muy nuboso. El torrero disparó unas bengalas. Otra vez la goleta fue sorprendida por un fortísimo temporal. El capitán Dow decidió echar el ancla, en espera de una mejoría durante la noche. Mientras, desde las cercanas islas de St. Agnes y St. Mary's, algunas personas se percataron del peligro que corría la tripulación del Thomas W. Lawson, y mandaron dos botes salvavidas, uno de St. Agnes y el otro de St. Mary's a las cuatro horas. Cuando llegaron a su altura le preguntaron al capitán si necesitaba ayuda pero dijo que no y "que su buque había pasado peores tormentas". Conscientes del peligro, le repitieron la pregunta, y esta vez el capitán dijo que quizás aceptaría un piloto familiarizado con esta peligrosa zona marina. El bote de St. Mary's abordó la popa de la goleta y tuvo que volver inmediatamente para reparar el daño y pedir unos remolcadores de Falmouth, pero éstos no pudieron llegar a causa de la tormenta (a las 10:20). Entonces William Hicks, el mejor piloto profesional de las islas, subió a bordo del Lawson, pero realmente poco podía hacer salvo esperar que el tiempo mejorara en la noche. El bote de St. Agnes se quedó al costado de la goleta, pero volvió más tarde a su puerto por enfermedad grave de un marinero. Después de medianoche la tormenta se hizo más fuerte, y cerca de las dos horas y media de la mañana las lámparas del barco se extinguieron y la cadena del ancla de babor se rompió, por lo que el buque, con su estribor, fue derrapado contra las rocas por las olas. La goleta recibió terribles impactos que abrieron unas vías de agua. Al segundo o tercer impacto del velero contra las rocas los siete mástiles se rompieron y se precipitaron en el mar, la popa del buque se rajó detrás del mástil número seis y finalmente la goleta volcó y se hundió, descargando miles de barriles de parafina al mar.

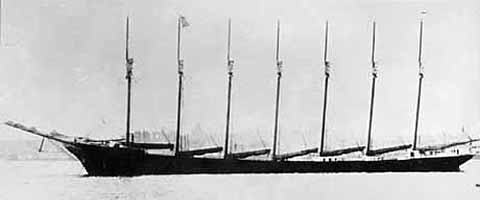
el Thomas W. Lawson cargado en el puerto de Boston en 1906 o 1907.

16 de los 18 marineros perdieron la vida, además del piloto William Hicks, que ya estaba a bordo, cerca de la popa. A pesar de que todos los tripulantes disponían de chalecos salvavidas (por orden del capitán a las diez horas del 13 de diciembre), la mayoría murieron sumergidos por la jarcia y el aparejo, atrapados en la cantidad de petróleo vertida al mar o al golpearse contra las rocas. El capitán George W. Dow, su ingeniero Edward Rowe y un tercer marinero llamado George Allen, un inglés (que murió el domingo 15 de diciembre debido a las graves lesiones sufridas), sobrevivieron, lograron asirse a unas rocas y resistieron durante horas terribles con peligro de muerte, siendo rescatados por la mañana, ya al fin de sus fuerzas. Sólo cinco cadáveres fueron encontrados y sólo tres podían ser identificados con seguridad: el mayordomo Mark Stenson de Brooklyn, Nueva York, un marinero alemán, Gustav Böhnke y un marinero sueco llamado Victor Hansell. Los otros cuerpos fueron encontrados sin cabezas ni brazos, de quienes otro cadáver fue identificado por E. Rowe como un nativo de Nueva Escocia (sin saber su nombre), todos sepultados junto con el cuerpo de Allen en el cementerio de St. Agnes con todos los honores.
Probablemente el naufragio del Thomas W. Lawson fue el primer desastre ecológico por petróleo en la historia naval, habiendo transportado el barco 60.000 barriles de aceite ligero. Ocurrió sesenta años antes de la encalladura del Torrey Canyon en ese mismo lugar (vertiendo 120 000 toneladas de aceite crudo). Actualmente el pecio roto y disperso del Thomas W. Lawson yace a 17 metros de profundidad, en las coordenadas geográficas: 49º53'56" Norte; 6º23'13" Oeste (49°53′38" N, 6°22′55" O), siendo visitado por submarinistas con buen tiempo tranquilo. La popa con el mástil número siete se encuentra a una distancia de 400 metros separada del casco.
Muchas referencias dicen que la goleta se hundió el viernes 13 de diciembre de 1907, pero realmente el naufragio tuvo lugar a las 1.50 del sábado 14 de diciembre de 1907.